# Róbert Mike
Róbert Mike är en ungersk kanotist.

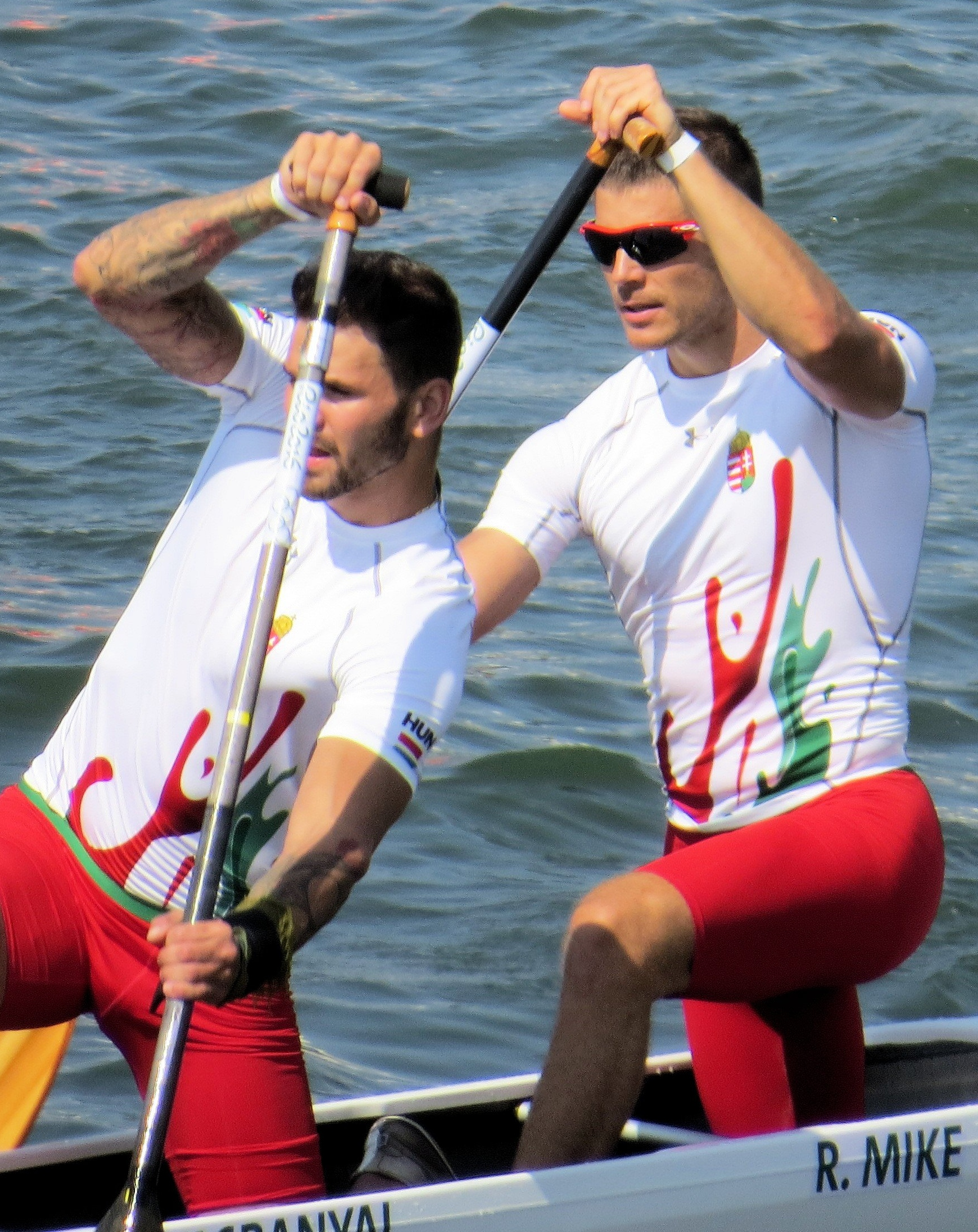
Henrik Vasbányai och Róbert Mike.

Han tog bland annat VM-guld i C-2 1000 meter i samband med sprintvärldsmästerskapen i kanotsport 2013 i Duisburg.